# Риа-Формоза
Природный парк «Риа-Формоза» (порт. Parque Natural da Ria Formosa) — природный парк, расположенный в южной части округа Фару, в регионе Алгарве (Португалия). Парк образуют лагуны, острова и косы, которые простираются на 60 километров вдоль атлантического побережья, с общей площадью 18 400 гектаров. Согласно классификации Международного Союза Охраны Природы, этот природный парк имеет природоохранную категорию III, промежуточную между национальными парками и заказниками. Статус природного парка объекту был предоставлен в соответствии с Декретом-законом № 373/87 от 9 декабря 1987 года. До этого он являлся природным заповедником (с 1978 года).

## География
Парк имеет форму сплющенного треугольника и находится в пределах атлантического побережья, занимая его южную часть, между рекой Анка (крайняя западная часть) и пляжем Манта-Рота (крайняя восточная часть). Южная часть парка отделена от Атлантического океана дюнной косой, которая проходит параллельно южному побережью континентальной части региона. Коса сформирована двумя полуостровами (полуостров Фару и полуостров Кассель) и пятью островами (Баррета, Кулатра, Армона, Тавира и Кабанаш).
Максимальная ширина этого лагунного треугольника достигает 6 километров в районе города Фару, минимальная же — несколько метров в его крайних точках. Преобладают ландшафтные комплексы лагун, чередующиеся с небольшими островами, которые могут исчезать и появляться в зависимости от морских приливов.

## Туризм
Главной угрозой природному парку является постоянно растущее количество туристов в регионе, что влечёт уменьшение численности популяций некоторых видов птиц и растений. На территории парка находится несколько десятков пляжей. Например, пляж Баррил (порт. Praia do Barril), который находится на острове Тавира, является излюбленным местом отдыха среди натуристов и гомосексуалов.